# Merano Challenger 1995
Il Merano Challenger 1995 è stato un torneo di tennis facente parte della categoria ATP Challenger Series nell'ambito dell'ATP Challenger Series 1995. Il torneo si è giocato a Merano in Italia dal 4 al 10 settembre 1995 su campi in terra rossa.

## Vincitori

### Singolare
Mikael Tillström ha battuto in finale  Younes El Aynaoui con il punteggio di 6–3, 3–6, 6–3

### Doppio
Cristian Brandi /  Igor Gaudi hanno battuto in finale  Giorgio Galimberti /  Federico Rovai con il punteggio di 7–6, 6–3